# Regrets
Regrets è un singolo della cantante francese Mylène Farmer con Jean-Louis Murat, pubblicato il 29 luglio 1991 come secondo estratto dall'album L'Autre....

## Descrizione
L'anno 1991 è probabilmente ad oggi l'anno più fortunato della carriera di Mylène Farmer: dopo lo strabiliante successo di Désenchantée e dell'album L'Autre... viene messo in commercio il primo duetto della rossa: si tratta di Regrets traccia in cui la Farmer duetta con l'allora esordiente Jean-Louis Murat. I due cantanti, dagli universi musicali molto simili, prima di incidere la traccia si erano a lungo scritti alcune lettere nelle quali l'uno elogiava i lavori dell'altro.
Il video clip, girato da Laurent Boutonnat mostra un uomo che va a visitare in un cimitero di Budapest la tomba della sua amata deceduta, che pochi istanti dopo gli appare per l'ultima volta.
Il singolo arriverà alla 3# posizione della chart francese vendendo 350 000 copie. È certificato disco d'argento.